# Brent (Oklahoma)
Brent é uma Região censo-designada localizada no estado norte-americano de Oklahoma, no Condado de Sequoyah.

## Demografia
Segundo o censo norte-americano de 2000, a sua população era de 504 habitantes.

## Geografia
De acordo com o United States Census Bureau tem uma área de 
40,5 km², dos quais 28,9 km² cobertos por terra e 11,6 km² cobertos por água.

## Localidades na vizinhança
O diagrama seguinte representa as localidades num raio de 20 km ao redor de Brent. 